# NGC 7001
NGC 7001 (другие обозначения — PGC 65905, UGC 11663, MCG 0-53-16, ZWG 374.37, NPM1G -00.0540, IRAS20585-0023) — галактика в созвездии Водолей.
Этот объект входит в число перечисленных в оригинальной редакции «Нового общего каталога».